# FALINTIL
Le FALINTIL (Forças Armadas da Libertação Nacional de Timor Leste ou Forces de libération nationales du Timor Leste) est l'aile militaire du parti du Fretilin au Timor oriental (ou Timor Leste) qui réclame l'indépendance du pays occupé par l'Indonésie. Ce mouvement armé a été créé le 20 août 1975 à la suite du conflit politique entre le Fretilin et l'Union démocratique timoraise (UDT). Il a été officiellement dissous en 2001.

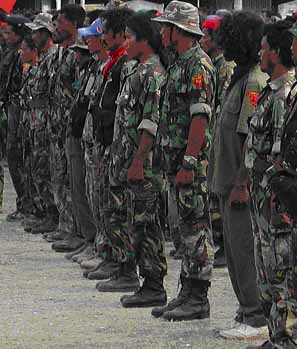
Des vétérans du FALINTIL en 2001.

## Invasion indonésienne
Le FALINTIL voit ses effectifs grimper quand les anciennes forces militaires portugaises présentes sur le territoire prêtent allégeance au FALINTIL en août 1975 après le retrait portugais du pays. 
Lors de l'invasion indonésienne du pays en 1975, le FALINTIL comprend 2 500 troupes régulières, 7 000 ayant suivi un entraînement militaire dispensé par les Portugais et 10 000 possédant quelques rudiments d'instruction militaire.
Le premier commandant du FALINTIL est Nicolau Lobato, qui est tué lors d'un affrontement contre les forces armées indonésiennes en 1978. Il est remplacé par Xanana Gusmão à la suite d'une conférence nationale secrète à Lacluta en 1981. C'est aussi lors de cette réunion qu'est créé le Conseil révolutionnaire de résistance nationale, première étape vers une union des différents mouvements de résistance timorais.
En 1984, Mauk Moruk et trois autres  officiers Falintilwho tentent un coup d'état interne contre Gusmão, sans succès.

## Lutte pour l'indépendance

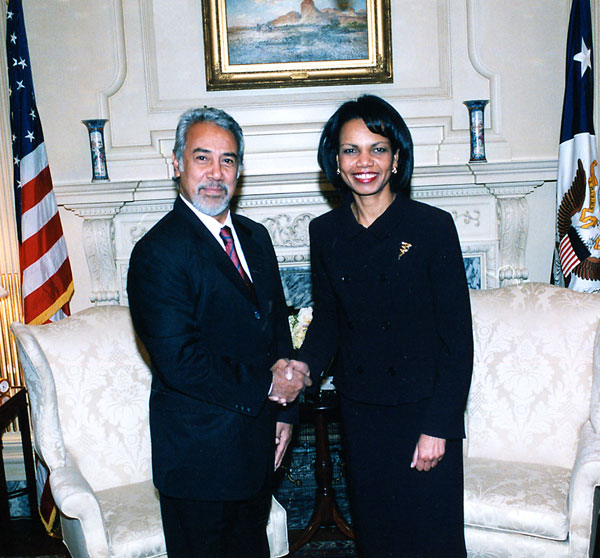
Ancien combattant de la résistance et 1er ministre du Timor Oriental Xanana Gusmão en 2006 avec la femme politique américaine Condoleezza Rice.

Le 20 juin 1988, le Resistencia Nacional dos Estudantes de Timor-Leste (RENETIL), le mouvement de résistance nationale des étudiants est-timorais est créé en Indonésie et se rallie directement au FALINTIL et à son chef Xanana Gusmão. Le 31 décembre 1988, Gusmão annonce officiellement que le FALINTIL est devenu l'aile armée non partisane du mouvement de résistance unifiée, connu désormais sous le nom de Conselho Nacional de Resistência Maubere ou CNRM (le Conseil National de la Résistance Maubere). 
Entre le 23 et le 28 mai 1990, le CNRM tient une session extraordinaire pour restructurer l'ensemble du mouvement de résistance. C'est lors de cette conférence que Gusmão démissionne officiellement du Fretilin, tout en restant le commandant-en-chef du FALINTIL et le président du CNRM. Cette session voit aussi la formation du Front Clandestin. La création de cette organisation a pour but d'organiser la résistance de la population contre l'occupation indonésienne. Ces évènements provoquent une vive réaction des forces indonésiennes contre le mouvement de résistance unifiée, qui contraint nombre de ses dirigeants à fuir dans les montagnes ou à l'étranger. Xanana Gusmão est arrêté le 20 novembre 1992. Ma'Huno, un membre du comité directeur du Fretilin, devient alors le chef de la résistance avant d'être lui aussi arrêté le 5 avril 1993. Nino Konis Santana le remplace le (25 avril 1993 et en septembre, toutes les factions de la résistance reconnaissent Santana comme le dirigeant de l'ensemble du mouvement de résistance. Taur Matan Ruak est pour sa part nommé chef du FALINTIL. Sous la direction de Santana, la restructuration entamée sous Gusmão est approfondie sous l'égide du CNRM. Santana est alors le chef du Conseil exécutif de la « Lutte », Ruak dirige le FALINTIL et Sabalae le Front Clandestin. 
Durant les années 1990, les forces d'occupation indonésiennes intensifient leurs actions contre la résistance. Des divisions entre le Fretilin et d'autres organisations de résistance affaiblissent aussi le CNRM. Ainsi, des membres du Fretilin signent un document contre l'action de Santana. Sabalae, le dirigeant du Front Clandestin, disparaît en juin 1995. Gusmão reste à cette époque le chef suprême du CNRM et le commandant en chef du FALINTIL malgré son emprisonnement. Le 31 mai 1997, des guérilleros est-timorais tuent 16 policiers et 1 militaire dans une embuscade près du village d'Abafala. En 1998, Santana meurt dans un accident et Ruak, le chef du FALINTIL, devient le dirigeant de la « Lutte » tout en restant le chef du FALINTIL. En avril 1998, lors de la convention nationale des Est-timorais vivant à l'étranger, qui a lieu au Portugal, le Conselho Nacional da Resistência Timorense (CNRT) ou Conseil National de la Résistance Timoraise est créé en remplacement du CNRM. L'objectif affiché est de renforcer les tentatives précédentes d'unifier les différentes factions de la résistance.
Les changements au sein du gouvernement indonésien ainsi que la pression internationale croissante conduisent le président indonésien Habibie à annoncer la tenue d'un référendum au Timor oriental portant sur l’autonomie de la région. Les Indonésiens indiquent aussi que si ce référendum est rejeté, un référendum d’autodétermination serait lancé. Les militaires indonésiens confient alors des armes aux milices pro-indonésiennes pour « encourager » la population à voter en faveur de l’autonomie. Le 10 août 1999, Gusmão ordonne aux forces du FALINTIL de rester sur leurs positions et de résister  à toute provocation des forces indonésiennes et des diverses milices. En outre, il leur demande de ne pas participer aux manifestations civiles orchestrées par les militaires indonésiens. Ces ordres sont généralement suivis et les rebelles du FALINTIL restent dans leurs camps lors du processus référendaire. Le 30 août a lieu le premier référendum avec un taux de participation de 98 %. Le 4 septembre, l’ONU annonce les résultats qui donnent l’autonomie largement perdante. Les opposants à cette solution représentant 78,5 % des votants. Dès le 5 septembre, les militaires indonésiens et les milices pro-indonésiennes réagissent en lançant une vaste campagne de pillages et de violences contre les Est-timorais. Gusmão et le CNRT continuent d’exhorter les forces du FALINTIL à ne pas intervenir. Le 20 septembre, l’INTERFET, la force multinationale de l’ONU dirigée par l’armée australienne débarque au Timor oriental pour mettre fin aux actions des milices et restaurer la paix. L’un des mandats de l’INTERFET est de désarmer toutes les factions armées du Timor oriental dont le FALINTIL. Finalement, conseillé par Gusmão, l’ONU autorise le FALINTIL à conserver ses armes mais à les laisser au sein de leurs camps tant que la paix n’aura pas été restaurée.